# Deathlike Silence Productions
A Deathlike Silence Productions egy Øystein Aarseth által létrehozott black metal kiadó volt, Norvégiában, Oslóban működött néhány évig, a kilencvenes évek elején. Nevét egy Sodom szám címe (Deathlike Silence) ihlette, ami az 1986-os Obsessed By Cruelty lemezükön található.
A kiadóhoz tartozott egy lemezbolt (Helvete, norvégul "pokol"), ami 1991-ben nyílt meg. Az akkori norvég black metal zenészek fontosabbik része rendszeresen itt találkozott (maga Euronymous, Varg Vikernes, Samoth, Bård "Faust" Eithun, Snorre Ruch, Hellhammer), némelyek itt is dolgoztak, sőt, időnként ott is laktak. A bolt 1993-ban bezárt, miután Varg Vikernes interjúja nyomán a rendőrségtől és a médiától is túl nagy figyelmet kapott. Ezután minden (levelek, kazetták is) a szemétbe lettek dobva.

## Kiadványok
| Zenekar neve | Cím                                                            | A kiadvány típusa | Megjelenés éve | Katalógusszám |
| ------------ | -------------------------------------------------------------- | ----------------- | -------------- | ------------- |
| Merciless    | The Awakening                                                  | nagylemez         | 1990           | Anti-Mosh 001 |
| Burzum       | Burzum                                                         | nagylemez         | 1992           | Anti-Mosh 002 |
| Mayhem       | Deathcrush (újrakiadás)                                        | EP                | 1993           | Anti-Mosh 003 |
| Abruptum     | Obscuritatem Advoco Amplectère Me                              | nagylemez         | 1993           | Anti-Mosh 004 |
| Burzum       | Aske                                                           | EP                | 1993           | Anti-Mosh 005 |
| Mayhem       | De Mysteriis Dom Sathanas                                      | nagylemez         | 1994           | Anti-Mosh 006 |
| Sigh         | Scorn Defeat                                                   | nagylemez         | 1993           | Anti-Mosh 007 |
| Enslaved     | Vikingligr veldi                                               | nagylemez         | 1994           | Anti-Mosh 008 |
| Abruptum     | In Umbra Malitiae Ambulabo, in Aeternum in Triumpho Tenebrarum | nagylemez         | 1994           | Anti-Mosh 009 |